# Xiaolu Guo
Xiaolu Guo (chinês tradicional: 郭小櫓, chinês simplificado: 郭小橹, pinyin: Guō Xiǎolǔ, nascida em 1973) é uma novelista e diretora de cinema de origem chinesa. Xiaolu utiliza o cinema e a literatura para explorar temas como o isolamento social, a memória, as viagens pessoais, as tragédias diárias e sua própria versão da história Chinesa e seu futuro. Xiaolu Guo escreve tanto em chinês quanto em inglês. Em 2013, foi nomeada uma das melhores jovens novelistas da Revista Granta, uma lista que aparece uma vez a cada 10 anos.

## Carreira
Xiaolu participou como juíza em vários painéis do Prêmio Independent Foreign Fiction em 2016, além de juíza para os Financial Times Emerging Voices Awards. É também professora honorária da Universidade de Nottingham, no Reino Unido. No livro de 2008, Breve Dicionário Cinês-Inglês para Apaixonados, Xiaolu Guo conta a história de uma jovem chinesa em Londres que conhece um jovem inglês; ambos exploram sua própria identidade. À princípio, parece que a história está escrita de um modo confuso, com um inglês pobre que gradualmente melhora. Numa resenha do livro publicada no The Guardian, disseram que "Guo sabe contar uma história de uma maneira que só os grandes podem fazer, ela o faz bem e é um de seus pontos fortes". Para o livro de 2015, Eu sou Chinesa, ela conta a história de uma tradutora literária que vive em Londres, encarregada de traduzir uma colecção de cartas de um músico chinês. Este livro foi um dos melhores elegidos pela NPR's Best Books.

### Obra literária
- Lovers in the Age of Indifference (2010)
- UFO in Her Eyes (2009)
- 20 Fragments of a Ravenous Youth (2008)
- Breve dicionário chinês-inglês para apaixonados (2007)
- Village of Stone (我心中的石头镇 Wo xinzhong de shitou zhen) (2003)
- Movie Map (电影地图 Dianying ditu) (2001)
- Filme Notes (电影理论笔记 Dianying lilun biji) (2001)
- Fenfang's 37.2 Degrees (芬芳的37.2度 Fenfang de 37.2) (2000)
- Who is my mother's boyfriend? (我妈妈的男朋友是谁？ Wo mama de nanpengyou shi shei?) (1999)

### Prêmios e reconhecimentos

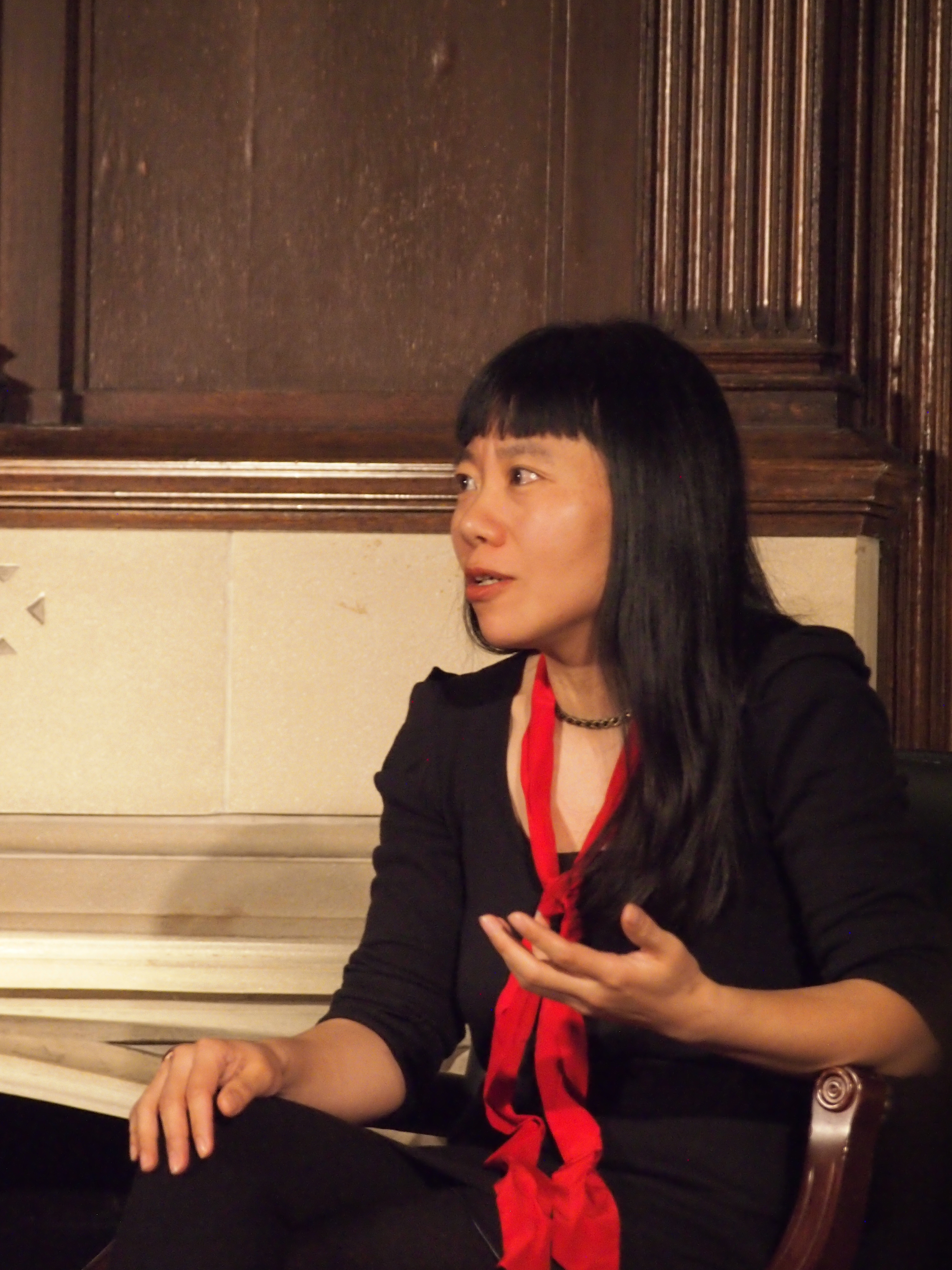
Xiaolu Guo em 2017.

Seu primeiro romance, Village of Stone, foi indicado ao Independent Best Foreign Fiction Prize. Por seu terceiro livro, Breve Dicionário Cinês-Inglês para Apaixonados, inspirado no seminário Lhe discours amoureux, de Roland Barthes, e escrito originalmente em inglês, foi nominada aos prêmios Orange Prize for Fiction do 2007 e traduzida para 26 iidomas. Em 2005, ganhou o Pearl Award (Grã-Bretanha).
Seu documentário Once Upon A Time Proletarian estreou no Festival de Cinema de Veneza e no Festival de Cinema de Toronto em 2009, e recebeu o Grand Prix de Geneva no Fórum de Documentários Rencontres Media Nord-Sud, na Suíça, em 2012.
- 2014 - incluída na lista das 100 mulheres da BBC.[8]
- 2019 - retrospectiva completa de seus filmes na Whitechapel Gallery, em Londres.[9]
- 2020 - indicada para o Prêmio Orwell de Ficção Política e para o Prêmio Goldsmiths por A Lover's Discourse.[10]

### Filmografía como diretora/produtora
- UFO in Her Eyes (2011)
- Ela, uma jovem chinesa (2009)
- Onze upon a time Proletarian (2009)
- An Archeologist's Sunday (2008)
- We Went to Wonderland (2008)
- Address Unknown (2007)
- How Is Your Fish Today? (2006)
- The Especifique Revolution (2004)
- Far and Near (2003)

### Filmografía como roteirista
- The House (Menghuan tianyuan) (1999)
- Love in the Internet Age (Wangluo shidai de aiqing) (1998)

### Prêmios cinematográficos
- Ela, uma jovem chinesa:
  - Leopardo de ouro (máximo galardão) no Festival Internacional de Cinema de Locarno 2009
- How Is Your Fish Today?:
  - Grand Prix, no Festival Internacional de Cinema de Mulheres de Créteil 2007;
  - nominada em Festival de Cinema de Sundance 2007;
  - menção especial no Festival Internacional de Cinema de Róterdam 2007, no Festival de cinema de Pesaro e de Fribourg 2007
- The Especifique Revolution:
  - Grand Prix, Festival Internacional de Cinema sobre direitos humanos, Paris 2005;
  - prêmio especial do júri no Festival EBS Internacional de documentários, Seul 2005
- Far and Near:
  - ICA prêmio futuro de Beck 2003, Institute of Contemporary Arts, Londres